# 徐炳
徐炳（？—？），字仲孚，號景山，浙江杭州府海寧縣人，軍籍，明朝政治人物。

## 生平
嘉靖二十二年（1543年）癸卯科浙江鄉試第三十六名舉人。嘉靖三十二年（1553年）中式癸丑科會試第四十名，二甲第五十二名進士。礼部观政，授南刑部主事，升员外、郎中，出为江西佥事。改山东佥事，隆慶四年（1570年）七月升湖广左参议，十二月升河南按察司副使、大名兵备。六年（1572年）八月以保定巡抚宋纁奏议，升山西右参政，大名兵备。

## 家族
曾祖徐璋；祖父徐愷；父徐子喬，母方氏。兄徐炅（生员）、弟徐煜（生员）、徐勲、徐炜。